# Resolution 1746 des UN-Sicherheitsrates
Die Resolution 1746 des UN-Sicherheitsrates ist eine Resolution zur Situation in Afghanistan, die der Sicherheitsrat der Vereinten Nationen am 23. März 2007 auf seiner 5645. Sitzung einstimmig angenommen hat.
Mit der Resolution verlängerte der Sicherheitsrat das Mandat von United Nations Assistance Mission in Afghanistan (UNAMA) für den Zeitraum von einem Jahr, bis zum 23. März 2008.
Der Sicherheitsrat berief sich auf seine früheren Resolutionen zu Afghanistan und hierbei besonders auf die Resolution 1662 (2006), mit der das Mandat aufgrund des Berichtes des Generalsekretärs vom 7. März 2006 (Dokument S/2006/145) bis zum 23. März 2007 verlängert worden war, sowie auf die Resolution 1659 (2006). Das Gremium legte seiner Entscheidung auch den Bericht seiner Erkundungsmission zugrunde, die zwischen dem 11. und 16. November 2006 stattgefunden hat (Dokument S/2006/935).
Mit der Resolution unterstrich der Sicherheitsrat seinen Standpunkt hinsichtlich der Souveränität, Unabhängigkeit, territorialen Integrität und nationalen Einheit und seinen Willen, dem afghanischen Volke beim Wiederaufbau des Landes und der verfassungsmäßigen Demokratie zu helfen.
Der Rat unterstrich die Notwendigkeit der Umsetzung des Afghanistan Compact und der Resolution 1659 (2006) und die nötige Mitwirkung der Vereinten Nationen bei der Koordinierung der Partnerschaft zwischen Afghanistan und der internationalen Gemeinschaft. Er betonte die Notwendigkeit der Koordination der Aktivitäten von UNAMA und der International Security Assistance Force (ISAF).
Der Sicherheitsrat drückte erneut seine Besorgnis über die Situation in Afghanistan aus, insbesondere hinsichtlich der wachsenden Gewalt und des Terrorismus durch die Taliban, al-Qaida, illegale bewaffnete Einheiten und in den Drogenhandel verwickelten Gruppen und die Verflechtung terroristischer Aktivitäten mit dem Drogenhandel. Er rief außerdem die Bedeutung der Erklärung von Kabul vom 22. Dezember 2002 (Dokument S/2002/1416) über gutnachbarschaftliche Beziehungen in Erinnerung und begrüßte die Erklärung von Neu-Delhi, die auf der zweiten Regionalkonferenz für wirtschaftliche Zusammenarbeit mit Afghanistan, die am 19. November 2006 angenommen wurde. Er unterstrich die Bedeutung der regionalen Zusammenarbeit für die Sicherheit und die Entwicklung in Afghanistan.
Mit der Resolution berief der Sicherheitsrat außerdem auf seine Resolutionen 1265 (1999), 1296 (2000), 1674 (2006) und 1738 (2006) zum Schutz von Zivilisten in bewaffneten Konflikten, sowie 1325 (2000) über die Rolle von Frauen für Frieden und Sicherheit.
Das Gremium unterstrich mit der Resolution, dass UNAMA die zentrale und unparteiische Rolle bei der Führung der Aktivitäten der internationalen Gemeinschaft in Afghanistan fortführen wird;
1. begrüßte den Bericht des UN-Generalsekretärs vom 15. März (Dokument S/2007/152);
2. drückte den Wunsch zu einer langfristigen Zusammenarbeit mit dem afghanischen Volk aus;
3. entschied über die Verlängerung des Mandates von UNAMA, wie es durch die Resolution 1662 (2006) festgelegt worden war, bis zum 23. März 2008;
4. unterstrich die Bedeutung, dass UNAMA die Versorgung der Bevölkerung und den Schutz der Menschenrechte, einschließlich der Beobachtung des Schutzes von Zivilisten in bewaffneten Konflikten, in entlegenere Gebiete ausweitet;
5. begrüßte den Aufbau von regionalen Büros von UNAMA in den Provinzen und ermutigte, damit insbesondere im Süden und Osten des Staates fortzufahren, sofern es die Sicherheitssituation ermöglicht;
6. rief erneut die afghanische Regierung und die internationale Gemeinschaft dazu auf, die Resolution 1659 (2006) vollständig umzusetzen;
7. betonte die Bedeutung, die gesteckten Ziele und den Zeitrahmen zu erfüllen;
8. bestätigte, dass der Joint Coordination and Monitoring Board (JCMB) eine zentrale Rolle bei der Unterstützung Afghanistans spielt, indem die Bemühungen der internationalen Gemeinschaft besser abgestimmt werden;
9. rief die Parteien und Interessengemeinschaften in Afghanistan dazu auf, im Rahmen der nationalen Aussöhnung einen politischen Dialog zu führen und dadurch zur Sicherheit und Stabilität beizutragen;
10. unterstrich die Bedeutung der Reform des Sicherheitsapparates, insbesondere der Afghan National Army und der Afghan National Police;
11. begrüßte die Entscheidung der Europäischen Union, eine Mission zur Unterstützung des Aufbaus der Polizei und von Maßnahmen hinsichtlich der Bekämpfung des Drogenhandels aufzustellen;
12. begrüßte die erfolgten Entwaffnungen, Auflösungen und die Wiedereingliederung von illegalen bewaffneten Gruppen, wobei die afghanische Regierung aufgefordert wurde, die bei der Konferenz in Tokio am 5. Juli 2006 beschlossenen Maßnahmen auf allen Ebenen Afghanistans dem Zeitplan entsprechend im ganzen Land umzusetzen und die internationale Gemeinschaft ersucht wurde, die Unterstützung hierbei unter Führung von UNAMA auszuweiten;
13. betonte die Notwendigkeit, die Reform des Justizwesens zu beschleunigen, ermunterte die afghanische Regierung unter Mithilfe der internationalen Gemeinschaft das Strafvollzugswesen zu reformieren und Ungerechtigkeiten zu beseitigen;
14. betonte die Bedeutung der internationalen Unterstützung Afghanistans für die Reform der Legislative;
15. begrüßte die Konstituierung der Provinzräte und rief zur weiteren internationalen technischen Hilfe bei deren Aufbau durch die afghanische Regierung auf;
16. rief die afghanische Regierung auf, die nächsten Wahlen vorzubereiten, das Wahlgesetz zu überarbeiten, ein permanentes Wählerregister aufzustellen sowie ein System zu schaffen, das die Durchführung freier, fairer und transparenter Wahlen ermöglicht;
17. druckte seine Besorgnis über die Auswirkung von Korruption bei der Verteilung von Hilfsgütern, Drogenbekämpfungsmaßnahmen und bei der Sicherheit aus und rief die afghanische Regierung dazu auf, die Korruption ernsthaft zu bekämpfen;
18. verlangte eine volle Respektierung der Menschenrechte und des internationalen humanitären Rechtes in Afghanistan und forderte UNAMA auf, bei der Umsetzung der Menschenrechte nach der afghanischen Verfassung sowie völkerrechtlich bindenden Verträge zu assistieren;
19. unterstrich die Bedeutung der nationalen Aussöhnung und ermutigt deren vollständige Umsetzung, unter Berücksichtigung der Resolution 1267 (1999) und weiterer relevanter Resolution des Sicherheitsrates;
20. begrüßte die Kooperation der afghanischen Regierung mit der Kommission, die aufgrund der Resolution 1267 (1999) aufgestellt wurde, durch die Umsetzung der Resolution 1735 (2006);
21. begrüßte die Fortschritte bei der Umsetzung des nationalen Entwicklungsprogrammes und forderte die Teilnehmer der Londoner Konferenz dazu auf, ihre Zusagen zu erfüllen und deren Erweiterung zu erwägen;
22. drückte seine Besorgnis über die Steigerung des Anbaus von Opium und dessen Schmuggels und den Schaden für die regionale und internationale Sicherheit, Regierbarkeit und Entwicklung;
23. begrüßte das Ergebnis der Ministerkonferenz, die durch die Regierung Russlands vom 26. bis 28. Juni 2006 in Moskau abgehalten wurde (Dokument S/2006/598), bei der es um die Kontrolle der Routen des Drogenschmuggels aus Afghanistan ging und forderte die internationale Staatengemeinschaft auf, die Gefahren stärker zu bekämpfen, die vom Schmuggel von in Afghanistan produzierten Drogen ausgehen;
24. forderte Afghanistan und die internationale Staatengemeinschaft dazu auf, weiterhin bei der Umsetzung des Mandates von UNAMA zusammenzuarbeiten;
25. rief die afghanische Regierung dazu auf, gemeinsam mit der internationalen Gemeinschaft, der ISAF und der an der Operation Enduring Freedom teilnehmenden Koalition den Gefahren zu begegnen, die durch die Taliban, al-Qaida und andere extremistische und kriminelle Gruppierung ausgehen;
26. unterstrich die Bedeutung der Zusammenarbeit zwischen Afghanistan und seinen Nachbarstaaten beim Kampf gegen die Taliban, al-Qaida und extremistischen Gruppen, sowie hinsichtlich der Eingliederung Afghanistans in den internationalen Handel;
27. anerkannte, dass die geordnete und freiwillige Rückkehr von afghanischen Flüchtlingen und deren dauerhafte Wiedereingliederung bedeutend für die Stabilität in Afghanistan und in der Region ist und rief zur internationalen Hilfe dabei auf;
28. beauftragte den Generalsekretär, alle sechs Monate über die Umsetzung der Resolution zu berichten;
29. beschloss, aktiv mit der Problematik befasst zu bleiben.

Nach der Annahme der Resolution erklärte der Vertreter Italiens im Plenum, dass das afghanische Volk und die Mitarbeiter von UNAMA ein Signal der starken internationalen Unterstützung brauchten und dass die einstimmige Annahme der Resolution ein solches Signal sei. Der Text sei nicht "business as usual", sondern die Prioritäten für die nächsten Monate festlege.